# Onocolus echinicaudus
Onocolus echinicaudus là một loài nhện trong họ Thomisidae.
Loài này thuộc chi Onocolus. Onocolus echinicaudus được Cândido Firmino de Mello-Leitão miêu tả năm 1929.